# Muonijum
Muonijum je egzotični atom izgrađen od jednog antimiona i jednog elektrona, otkrivena 1960 i dodeljen joj je hemijski simbol Mu. Mion živi svega 2.2µs, i za to vreme može da izgradi jedinjenja kao što su muonium hlorid (MuCl) ili natrijum muonide (NaMu). Usled razlike u masi između elektrona i antimiona, muonium (μ+e−) je sličniji atomu vodonika (p+e−) nego pozitronu (e+e−). Njegov Borov radius i energija jonizacije je u 0.5% od vodonika, deuterijuma, i tricijuma.
Iako muonijum ima kratak životni vek, fizički hemičari ga koriste u modifikovanom obliku elektronske paramagnetne rezonantne spektroskopije za analizu hemijskih transformacija i strukture jedinjenja koja ispoljavaju nova i potencijalno značajna elektronska svojstva. (Ovaj oblik elektronske paramagnetne rezonance (eSR) se naziva mionska paramagnetna rezonanca (μSR).) Postoje varijacije μSR, npr. mionska paramagnetna rotacija, na koju utiče prisustvo magnetnog polja primenjenog poprečno na pravac mionskog zraka (Pošto se mioni obično dobijaju u spin-polarizovanom stanju raspadom piona).
Pošto je mion lepton, atomska energija nivoa muonijuma može da se izračuna jako precizno pomoću kvantne elektrodinamike (QED), za razliku od vodonika, gde je preciznost ograničena neizvesnošću vezanom za unutrašnju strukturu protona. Otuda muonijum predstavlja idealan sistem za proučavanje vezanog stanja QED kao i za istraživanje fizike izvan standardnog modela.

## Pravi muonijum
Pod pojmom pravog muonijuma se podrazumeva QED vezano stanje miona i antimiona, i to je teoretski exotični atom, koji nikad nije potvrđen. Trebalo bi da se dobije sudarom zraka elektrona i pozitrona, ali ga naučnici još nisu tražili u materijalu zaostalom nakon sudara.